# Período de graça
Se procura Período de graça (direito industrial), consulte Período de graça (direito industrial).
Período de graça é aquele em que o indivíduo não contribui para o sistema, mas mantém a qualidade de segurado, mesmo que receba os benefícios da Previdência Social no Brasil.